# Крашки плавац
Крашки плавац или терзита (лат. Polyommatus thersites) је врста лептира из породице плаваца (лат. Lycaenidae).

## Опис врсте
Веома је сличан обичном плавцу, мада је од њега доста ређи. Разликује се од њега по нешто уједначенијој боји, правилнијим шарама са доње стране крила и непостојању тачке у бази крила.

## Распрострањење и станиште
Јавња се спорадично на топлим, песковитим или каменитим стаништима. Среће се локално у јужној и делу централне Европе.

## Биљке хранитељке
Овом лептиру биљка хранитељка су еспарзете (Onobrychis caput-galii, O. vicifolia).